# Universität Lwiw
Koordinaten: 49° 50′ 24,7″ N, 24° 1′ 20,6″ O
Die Nationale Universität Lwiw „Iwan Franko“ (ukrainisch Львівський національний університет імені Івана Франка), kurz Universität Lwiw (ukrainisch Львівський університет, polnisch Uniwersytet Lwowski, lateinisch Universitas Leopolensis), in Lwiw (Lemberg) ist die älteste Universität in der Ukraine. Im Jahr 1998 waren 11.649 Studenten eingeschrieben, die Anzahl der Mitarbeiter betrug 3.301. Die Universität trägt gegenwärtig seit 1940 den Namen des ukrainischen Schriftstellers Iwan Franko.

## Geschichte
Im Jahr 1608 wurde im damals zu Polen-Litauen gehörigen Lwów eine Jesuitenschule gegründet. Im Jahr 1661 wurde sie vom polnischen König Johann II. Kasimir in eine Akademie umgewandelt, die akademische Grade verleihen konnte. Es wurden Theologie, Philosophie, Mathematik, Rechtswissenschaften, Medizin und Kunst unterrichtet. Im Jahr 1667 zählte man ca. 500 Studenten. Die damals in katholischen Ländern zu einer Universitätsgründung übliche Zustimmung des Papstes wurde erst 1759 von Clemens XIII. erteilt. Die Universität wurde 1784 von Joseph II. neu gegründet. Nach dem Wiener Kongress wurde sie 1817 germanisiert. 
Im habsburgischen Königreich Galizien und Lodomerien (1861–1918) verfügte der Rektor der Hochschule über eine Virilstimme im Galizischen Landtag. Nach der Niederlage Österreichs im Deutschen Krieg wurde die Universität 1867 wieder polonisiert. Im akademischen Jahr 1890/1891 waren 1255 Studenten eingeschrieben; von ihnen studierten 383 Rechtswissenschaften, 358 Theologie und 189 Philosophie. 
Nach dem Ersten Weltkrieg 1920 zu Polen gekommen, wurde die Universität nach König Johann II. Kasimir benannt. Mit der Annexion Ostpolens durch die Sowjetunion im Jahr 1939 kam die Universität unter sowjetische Verwaltung und wurde am 8. Januar 1940 in Staatliche Iwan-Franko-Universität umbenannt. Eine Umorganisation der Lehre im kommunistischen Sinn erfolgte unter gleichzeitiger Ausübung zahlreicher Repressalien gegen Professoren und Studenten. Dieser Terror gegen die Universitätsmitglieder verschärfte sich noch nach dem deutschen Überfall auf die Sowjetunion im Juni 1941. Viele Professoren und Studenten wurden erschossen und die Universität geschlossen. Erst nach dem Ende der deutschen Besetzung Lwóws im Juli 1944 konnte sie wieder eröffnet werden. Eine lange Zeit im sowjetischen Wissenschaftsraum folgte bis zum Zerfall des Staates.
Mit der Unabhängigkeit der Ukraine 1991 waren radikale Veränderungen verbunden. Der neue Rektor Iwan Wakartschuk von 1990 bis 2013 trug den Wechsel. Neue Fakultäten und Fächer wurden eingerichtet: Internationale Beziehungen, Philosophie, die Vorbereitende Universität, Übersetzungstudien und Vergleichende Linguistik. Die kommunistisch geprägten Inhalte wurden entfernt.

### Mitarbeiter und Absolventen

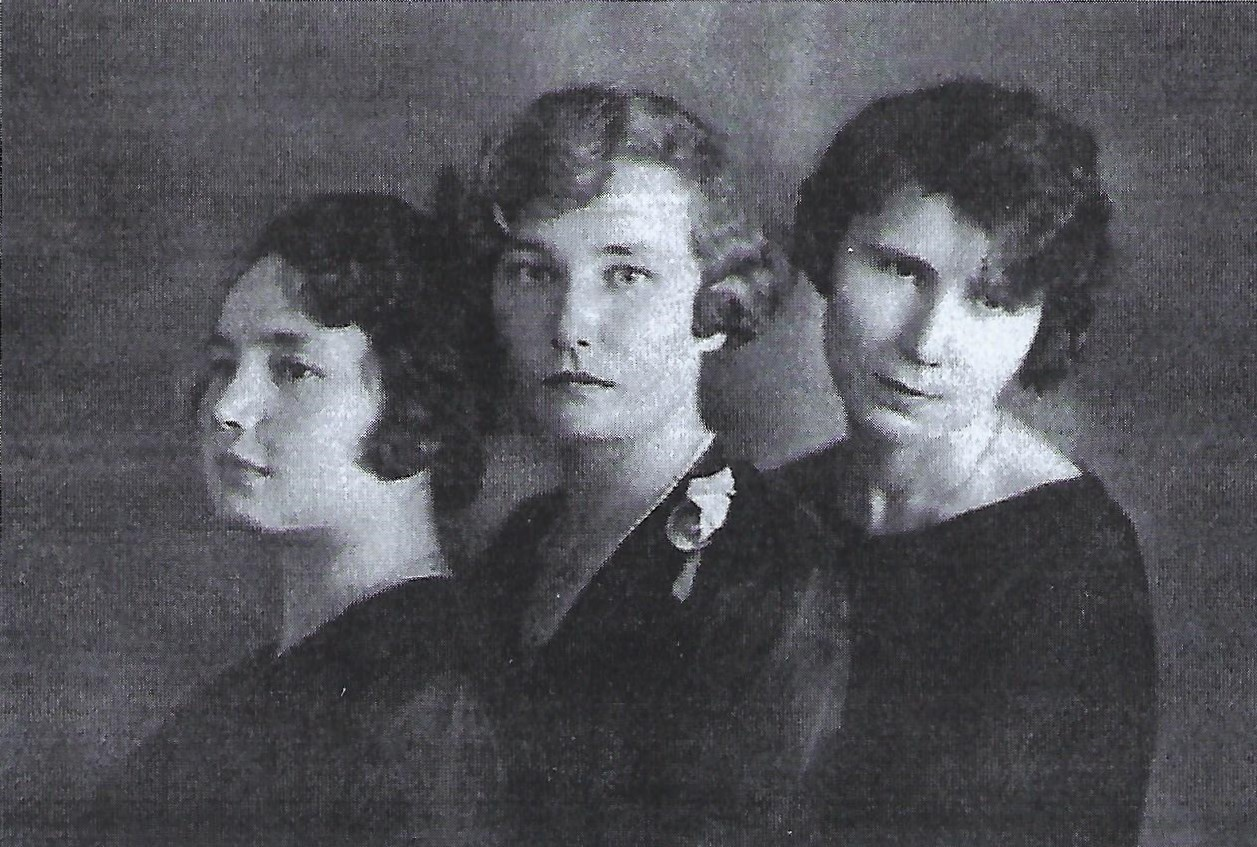
Lwiws erste Medizinerinnen, links Helena Kornella (1928)

Um 1800 lehrte Josef Benignus Maus Geschichte. Von 1806 bis 1827 lehrte Joseph von Winiwarter römisches und österreichisches bürgerliches Recht. Der Jurist Ignaz Beidtel lehrte von 1810 bis 1816 Ius civile und österreichisches Kirchenrecht. August Kunzek war von 1824 bis 1847 Professor für Physik und angewandte Mathematik sowie 1832/33 Rektor. Stanisław Konstanty Pietruski studierte 1828–1830 an der Universität Lemberg Naturwissenschaften. Georg Holzgethan war 1833 Dekan der Juridischen Fakultät, von 1834 bis 1838 Präses und Direktor der Philosophischen Fakultät sowie 1840/1841 Rektor der Universität. Kazimierz Twardowski übernahm 1895 den Lehrstuhl für Philosophie und begründete die Lemberg-Warschau-Schule. Władysław Witwicki, 1901 in Philosophie promoviert, gehört zur Lemberg-Warschau-Schule.
Die Botanikerin Jadwiga Wołoszyńska war 1907 die erste Absolventin der Universität, sie promovierte im Jahr 1912. Tadeusz Kotarbiński promovierte 1912 in Philosophie, er gehört zur Lemberg-Warschau-Schule. Der Geograf Eugeniusz Romer hatte an der Universität Lemberg studiert. Hier promoviert (1894) und habilitiert, war er 1911–1931 als Professor tätig. In der Zeit der Zweiten Republik Polen gab es zwischen den polnischen Hochschulen einen Wettstreit der mathematischen Schulen, so gab es im Umfeld der Lwower Hochschulen die Lemberger Mathematikerschule (Lwowska szkoła matematyczna) um Stefan Banach und Hugo Steinhaus. Der Physiker und spätere Politiker Ihor Juchnowskyj studierte ab 1946 an der Universität und war ab 1951 Leiter der Abteilung Theoretische Physik und ab 1969 Leiter der neu gegründeten Abteilung Statistische Theorie der kondensierten Materie. Stanisław Lem studierte 1940 an der Universität Lwow Medizin.
In den Lemberger Professorenmorden wurden am 4. Juli 1941 und in den folgenden Tagen 45 polnische Hochschulangehörige und deren Familienangehörige von den deutschen Besatzern getötet, darunter auch der Rektor der Universität, der Jurist Roman Longchamps de Bérier und seine beiden Söhne. An sie erinnert heute in Breslau ein Denkmal am Plac Grunwaldzki zwischen zwei Gebäuden der Technischen Hochschule Breslau. 
Die meisten polnischen Universitätsangehörigen wurden nach der Westverschiebung Polens an der bis 1945 deutschen Universität Breslau eingesetzt.

### Sprachen
Die Universitätssprache war ursprünglich Polnisch, nach der Ersten Teilung Polens 1772 Deutsch. Ab 1871 wurden Polnisch und Ukrainisch zu offiziellen Universitätssprachen, ab 1879 wurde Polnisch als primäre Vortragssprache gewählt, Deutsch und Ukrainisch als Sekundärsprachen. Ab 1939 wurde auch Russisch genutzt.

## Überblick zur Gegenwart
Inzwischen bestehen an der Universität 16 Fakultäten mit 53 Lehrstühlen und 114 Studienrichtungen, an denen mehr als 1500 Lehrende tätig sind. Insgesamt studieren dort etwa 22.000 Studenten. Die Universitätsbibliothek hat einen Bestand von über drei Millionen Büchern. Durch den russischen Überfall wurde der Lehrbetrieb erheblich gestört und nur teilweise wieder aufgenommen. Viele Studenten dienen seit 2022 an den Fronten.

### Fakultäten
- Biologische Fakultät
- Geographische Fakultät
- Geologische Fakultät
- Ökonomische Fakultät
- Fakultät für Fremdsprachen
- Historische Fakultät
- Philosophische Fakultät

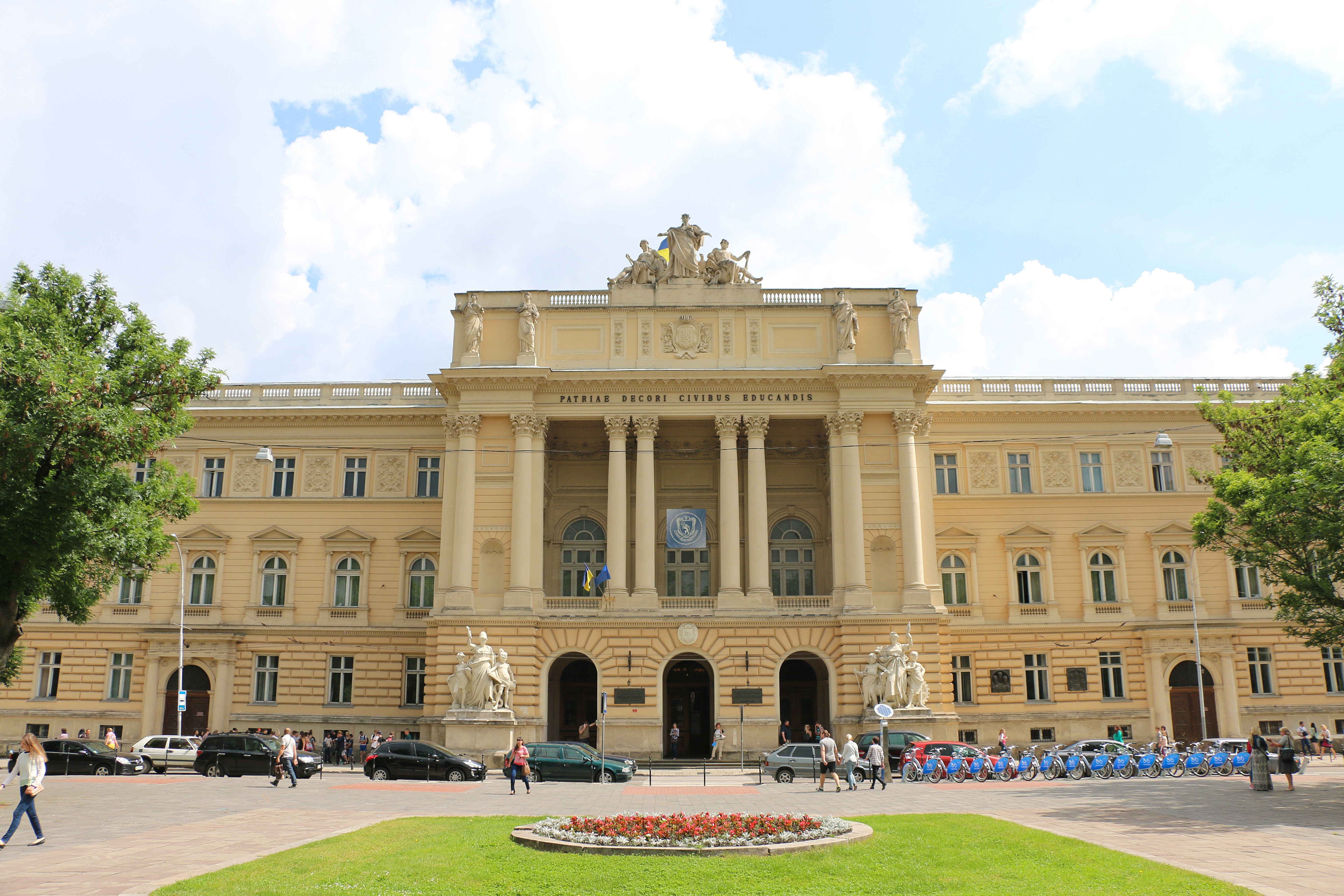
Hauptgebäude der Lwiwer Universität, (Aula in der Mitte) (ehemaliger Galizischer Landtag, erbaut 1873 bis 1877, Architekt: Julian Zakhariyevych (1837–1898), heute Universität Lwiw)

- Fakultät für Internationale Beziehungen
- Fakultät für Pädagogik
- Juristische Fakultät
- Chemische Fakultät
- Philologische Fakultät
- Physikalische Fakultät
- Fakultät für Angewandte Mathematik und Informatik
- Mechanik-Mathematische Fakultät
- Fakultät der Medienwissenschaften (Journalistik)